# 河野訓
河野 訓（かわの さとし、1957年 - ）は、日本の宗教学者。皇學館大学学長、同大学文学部神道学科教授。宗教学、仏教学が専門。

## 人物
宮崎県出身。1982年3月に東京大学文学部を卒業後、1986年3月に同大学大学院人文科学研究科印度哲学印度文学専攻課程修了（文学修士）。2000年7月、博士（文学）（東京大学）の学位を取得。文化庁事務官、非常勤講師等を経て
2000年04月 - 2007年03月 皇學館大学 文学部 助教授
2004年04月 - 2007年03月 皇學館大学 文学研究科 助教授
2007年04月 - 2013年03月 皇學館大学 文学部 神道学科 主任
2007年04月 - 現在 皇學館大学 文学部 教授
2007年04月 - 現在 皇學館大学 文学研究科 教授
2021年04月 - 現在 皇學館大学 文学研究科 学長

## 著書

### 単著
- 『風の神』（伊勢神宮崇敬会、2004）
- 『初期漢訳仏典の研究』（皇學館大学出版部、2006）
- 『漢訳仏伝研究』（皇學館大学出版部、2007）
- 『中国の仏教　受容とその展開』（皇學館大学出版部、2008）

### 共著
- 『梵・蔵・漢　法華経原典総索引』（霊友会、1988）
- 『漢梵法華経索引』（霊友会、2003）
- 『風と神道文化』（財団法人神道文化会、2007）
- 『仏教の霊魂観』（平楽寺書店、2010）
- 『自然と神道文化３　水・風・鉄』（弘文堂、2010）
- 『仏教の東伝と受容』（佼成出版社、2010）